# Nihil difficile amanti

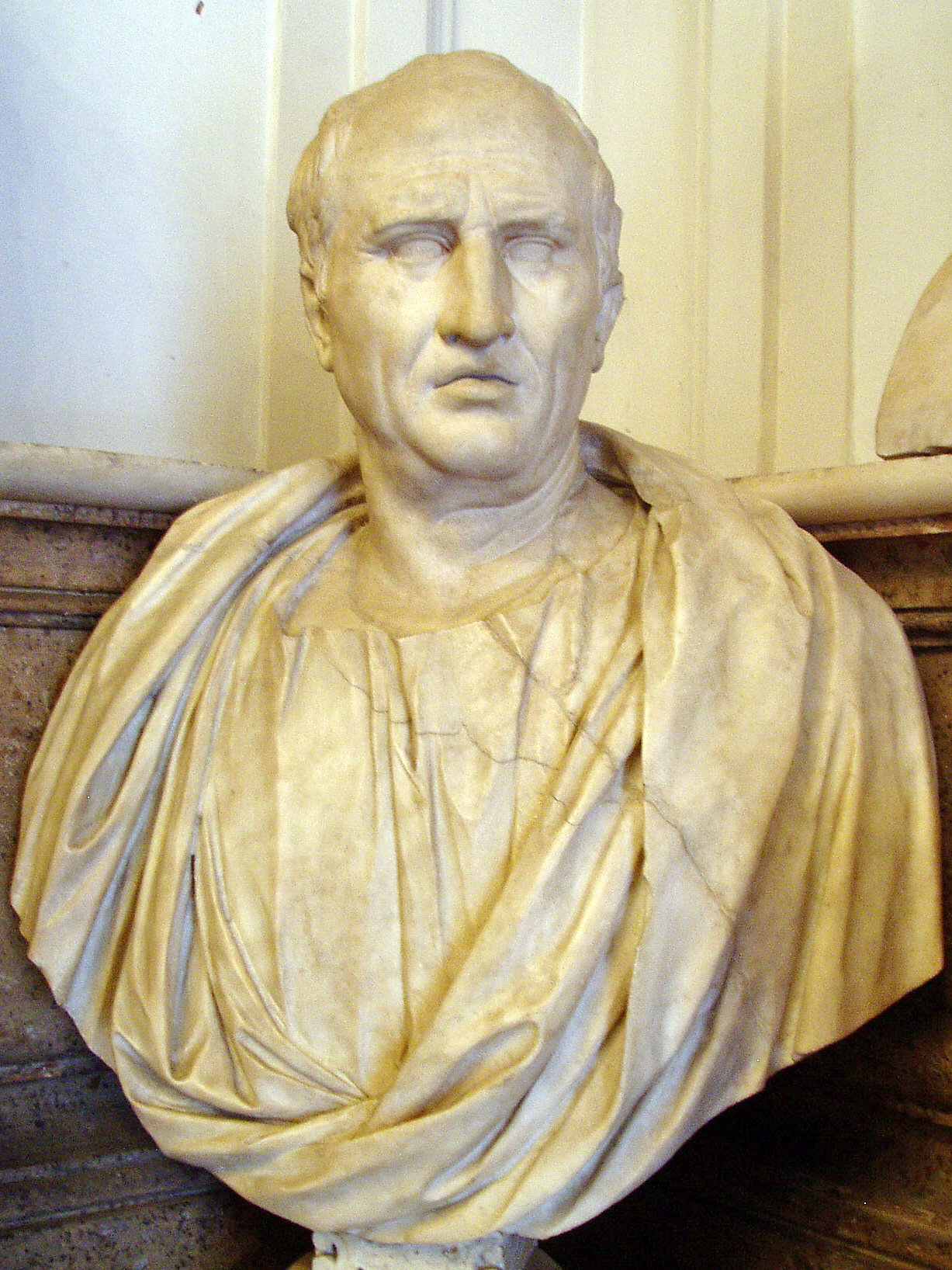
Busto di Cicerone (Musei Capitolini, Roma)

Nihil difficile amanti è una massima latina, derivata da una frase di Cicerone (Orator, X), che significa «nulla è difficile per chi ama».
L'espressione è diventata di uso proverbiale per esaltare o per rilevare l'ineluttabile potenza dell'amore, sentimento che non si arrende di fronte a nessun ostacolo.

## Contesto e significato
Nell'Orator la frase non ha nulla del significato romantico e passionale che gli è stato attribuito estrapolandola dal contesto. Cicerone, dopo aver ricordato che la sua discussione si propone di definire le caratteristiche del perfetto oratore, si rivolge a Marco Giunio Bruto, dedicatario dell'opera, esaltandone appunto le virtù morali e professionali di valente oratore, avvocato e politico, e sottolineando che le difficoltà dell'argomento potranno essere superate proprio dall'affettuosa stima che egli porta nei suoi riguardi:
(Cicerone, Orator, cap. X.)
Su questa frase è stata forse esemplata la più nota espressione Nihil difficile volenti, che non ha invece riscontro negli autori latini.